# Белла-Кула 1
Белла-Кула 1 (англ. Bella Coola 1) — індіанська резервація в Канаді, у провінції Британська Колумбія, у межах регіонального округу Сентрал-Коаст.

## Населення
За даними перепису 2016 року, індіанська резервація нараховувала 807 осіб, показавши скорочення на 5,3%, порівняно з 2011-м роком. Середня густина населення становила 52,9 осіб/км².
З офіційних мов обидвома одночасно не володів жоден з жителів, тільки англійською — 805. Усього 15 осіб вважали рідною мовою не одну з офіційних, з них усі — одну з корінних мов.
Працездатне населення становило 44,8% усього населення, рівень безробіття — 26,9%.
Середній дохід на особу становив $19 075 (медіана $15 344), при цьому для чоловіків — $15 635, а для жінок $22 476 (медіани — $13 152 та $18 325 відповідно).
24,3% мешканців мали закінчену шкільну освіту, не мали закінченої шкільної освіти — 46,1%, 30,4% мали післяшкільну освіту, з яких 14,3% мали диплом бакалавра, або вищий, 10 осіб мали вчений ступінь.
| Статево-вікова структура населення | Статево-вікова структура населення | Статево-вікова структура населення | Статево-вікова структура населення | Статево-вікова структура населення |
| ---------------------------------- | ---------------------------------- | ---------------------------------- | ---------------------------------- | ---------------------------------- |
|                                    |                                    |                                    |                                    |                                    |
| Всього                             | Всього                             | 51,2%48,8%                         |                                    |                                    |
| 0 — 14 років                       | 0 — 14 років                       |                                    | 28,4%                              | 28,4%                              |
| 15 — 64 років                      | 15 — 64 років                      |                                    | 61,1%                              | 61,1%                              |
| 65 і більше                        | 65 і більше                        |                                    | 10,5%                              | 10,5%                              |
| Середній вік (років)               | Середній вік (років)               | 32,434,1                           | 33,2                               | 33,2                               |
| Медіана (років)                    | Медіана (років)                    | 26,731,7                           | 29,4                               | 29,4                               |
| — чоловіки — жінки                 |                                    |                                    |                                    |                                    |

| Походження мешканців:     | Походження мешканців:     | Походження мешканців: | Походження мешканців: | Походження мешканців: |
| ------------------------- | ------------------------- | --------------------- | --------------------- | --------------------- |
| Походження                |                           |                       | осіб                  | %                     |
| Корінні американці        | Корінні американці        |                       | 785                   | 97.52%                |
| Інше північноамериканське | Інше північноамериканське |                       | 0                     | 0%                    |
| Європейське               | Європейське               |                       | 85                    | 10.56%                |
| британське                | британське                |                       | 55                    | 6.83%                 |
| французьке                | французьке                |                       | 15                    | 1.86%                 |
| Латинськоамериканське     | Латинськоамериканське     |                       | 10                    | 1.24%                 |
| Африканське               | Африканське               |                       | 10                    | 1.24%                 |

## Клімат
Резервація знаходиться у зоні, котра характеризується континентальним субарктичним кліматом. Найтепліший місяць — липень із середньою температурою 17 °C (62.6 °F). Найхолодніший місяць — грудень, із середньою температурою -0.4 °С (31.2 °F).
| Клімат Белла-Кули       | Клімат Белла-Кули | Клімат Белла-Кули | Клімат Белла-Кули | Клімат Белла-Кули | Клімат Белла-Кули | Клімат Белла-Кули | Клімат Белла-Кули | Клімат Белла-Кули | Клімат Белла-Кули | Клімат Белла-Кули | Клімат Белла-Кули | Клімат Белла-Кули | Клімат Белла-Кули |
| Показник                | Січ.              | Лют.              | Бер.              | Квіт.             | Трав.             | Черв.             | Лип.              | Серп.             | Вер.              | Жовт.             | Лист.             | Груд.             | Рік               |
| Абсолютний максимум, °C | 13                | 16,7              | 23,9              | 29,4              | 37,8              | 36,1              | 37,8              | 37,8              | 33,3              | 25                | 20                | 16                | 37,8              |
| Середній максимум, °C   | 2,5               | 5                 | 9,5               | 13,5              | 17,2              | 19,8              | 22,3              | 22,1              | 18,2              | 11,7              | 5,2               | 1,7               | 12,4              |
| Середня температура, °C | −0,1              | 1,5               | 4,8               | 8,2               | 11,8              | 14,7              | 17                | 16,8              | 13,2              | 8                 | 2,7               | −0,4              | 8,2               |
| Середній мінімум, °C    | −2,7              | −2                | 0                 | 2,8               | 6,3               | 9,5               | 11,7              | 11,4              | 8,1               | 4,3               | 0,1               | −2,6              | 3,9               |
| Абсолютний мінімум, °C  | −28,9             | −24,4             | −20,6             | −9,4              | −6,1              | −1,1              | 1,1               | −1,1              | −4,4              | −14               | −24,5             | −24,4             | −28,9             |
| Норма опадів, мм        | 221.5             | 147.8             | 112.1             | 98.6              | 68.7              | 66.5              | 50.5              | 64.5              | 111.6             | 235.1             | 255.2             | 199.8             | 1631.8            |
| Днів з опадами          | 18                | 15,7              | 17,7              | 16,1              | 16,4              | 17,1              | 14                | 13,6              | 15,4              | 20,9              | 20,4              | 19,2              | 204,6             |
| Днів з дощем            | 15,9              | 12,8              | 16,5              | 16,2              | 17                | 17,4              | 14,2              | 13,9              | 15,6              | 20,9              | 20,2              | 14,8              | 195,2             |
| Днів зі снігом          | 7,4               | 4,7               | 2,4               | 0,3               | 0                 | 0                 | 0                 | 0                 | 0                 | 0,2               | 4                 | 7,7               | 26,7              |
| ----------------------- | ----------------- | ----------------- | ----------------- | ----------------- | ----------------- | ----------------- | ----------------- | ----------------- | ----------------- | ----------------- | ----------------- | ----------------- | ----------------- |
| Джерело: Weatherbase    |                   |                   |                   |                   |                   |                   |                   |                   |                   |                   |                   |                   |                   |